# Halaevalu Mata'aho
Halaevalu Mata'aho ʻAhomeʻe (Tonga, 29 de maio de 1926 — Auckland, 19 de fevereiro de 2017) foi a rainha consorte de Tonga de 1965 a 2006 e a viúva do falecido rei Tāufaʻāhau Tupou IV de Tonga. Ela era a mãe do antigo rei Jorge Tupou V e o atual rei de Tonga, Tupou VI.

## Biografia
Halaevalu Mata'aho'Ahome'e nasceu em 29 de Maio de 1926, filha mais velha de "Ahome'e (Manu-'o-Pangai) e sua esposa, Heu'ifanga, bisneta do último Rei do Império Tu'i de Tonga. A rainha-mãe é uma grande-bisneta de Ma'afu. Halaevalu Mata'aho casou com seu marido, Taufa'ahau Tupou IV, em 10 de Junho de 1947.
A rainha-mãe comemorou seu 85º aniversário em 2011 com uma celebração de cinco dias realizada em maio. As celebrações começaram com uma festa no jardim por mais de cem mulheres tonganesas realizada na casa do presidente da Igreja Livre Wesleyan de Tonga , Rev. Dr. 'Aiô. A rainha-mãe participou de uma missa católica na Catedral de St. Mary, em Ma'ufanga com o rei Siaosi Tupou V, em 26 de maio de 2011. O Ministério da Educação, Assuntos da Mulher de Tonga e cultura, realizaram uma celebração do estudante para seu aniversário em 27 de maio, com a dos estudantes da escola primária de Pangai Lahi para Teufaiva Park, incluindo apresentar a rainha-mãe com presentes de aniversário. A festa privada foi realizada em Ha'avakatolo no dia seguinte, seguido por um serviço de igreja realizada no Centennial Igreja no domingo 29 de maio, com um almoço real no Palácio Real em Nuku'alofa.
A rainha-mãe embarcou em uma viagem de duas semanas para o estado norte-americano de Utah em julho e agosto de 2011. Especificamente, a rainha-mãe veio visitar a Igreja Metodista Unida de Tonga em West Valley City, Utah, cuja congregação tinha levantado aproximadamente US$ 500 000 em menos de um ano para pagar a hipoteca sobre o edifício.
O prefeito de West Valley City, Michael K. Winder, premiado com a rainha-mãe a chave da cidade em 27 de julho de 2011. Ela se encontrou com o governador de Utah, Gary Richard Herbert no dia seguinte.

## Patrona
- Presidente da Sociedade da Cruz Vermelha de Tonga, desde 1972 até 2017.

## Títulos e honras

### Títulos
- 1926 - 1947: A Honorável Halaevalu Mata'aho'Ahome'e.
- 1947 - 1965: Sua Alteza Real a princesa Halaevalu Mata'aho, Princesa Herdeira de Tonga.
- 1965 - 2006: Sua Majestade a rainha Halaevalu Mata'aho de Tonga.
- 2006 - 2017: Sua Majestade a rainha-mãe Halaevalu Mata'aho de Tonga.

### Honras nacionais
- : Dama da Grande Cruz do Colar da Ordem Real de Pouono.
- : Dama da Grande Cruz do Colar da Ordem da Coroa de Tonga.
- : Dama da Grande Cruz da Ordem da Rainha Salote Tupou III
- : Dama e Grande Mestra da Ordem da Família Real do rei George Tupou V.
- : Destinatária da Medalha da Cruz Vermelha de Tonga.
- : Destinatária da Medalha de Coroação Rei Tupou VI.
- : Destinatária da Medalha de Coroação do rei George Tupou  V
- : Destinatária da Medalha do Jubileu de Prata do Rei Taufa'ahau Tupou IV.

### Honras estrangeiras
- : Grã-Cruz da Classe Especial da Ordem do Mérito da República Federal da Alemanha.
- : Dama da 4ª Classe da Ordem da Coroa Preciosa.
- : Destinatária da Medalha do Emblema do Jubileu de Prata da rainha Elizabeth II.
- : Destinatária da Medalha do Emblema de Coroação da Rainha Elizabeth II.